# Хенриета-Мария Бурбон-Френска
Хенриета-Мария дьо Бурбон (25 ноември 1609 – 10 септември 1669) е френска принцеса и кралица на Англия, Ирландия и Шотландия – съпруга на крал Чарлз I. Тя е майка на кралете Чарлз II и Джеймс II и е баба на други трима английски монарси – Мария II, Уилям (Вилем) Орански и Анна Стюарт.

## Биография
Хенриета-Мария е родена на 25 ноември 1609 г. в Лувъра, Париж. Тя е дъщеря на френския крал Анри IV дьо Бурбон и на втората му съпруга Мария Медичи.
На 13 юни 1625 г. Хенриета-Мария се омъжва за английския крал Чарлз I, който получава преди това отказ да се ожени за испанската инфанта Мария-Анна. Възпитана като католичка, Хенриета-Мария става изключително непопулярна в Протестантска Англия.
Известна е с активната си намеса в държавните дела на страната в периода, през който съпругът ѝ управлява, без да свиква Парламента (1629 – 1640). Кралицата успява да предотврати назначаването на пуритани за английски посланици в Испания и търси начини за обезсилване на Парламента, насърчавайки абсолютистките амбиции на съпруга си. По време на конфликта между Чарлз I и Дългия парламент, Хенриета-Мария осигурява значителна финансова и военна подкрепа за съпруга си от католическите сили в чужбина. През 1642, когато е началото на конфликта, кралицата е в Европа, където търси парична подкрепа за роялистките сили в Англия. В началото на 1643 кралицата се завръща на острова начело на значителна войска, основавайки собствен щаб в Йорк. След залавянето на краля през 1644 г. и отказа му да приеме условията на Парламента, Хенриета-Мария се завръща във Франция, където през 1649 г. научава за екзекуцията на съпруга си. Смъртта на Чарлз I оставя Хенриета-Мария почти разорена.
Бившата кралица остава в Париж до реставрацията на монархията в Англия през 1660 г. Във Франция тя вбесява английските роялисти, след като решава да покръсти най-големия си син в католическата вяра. През декември 1660 Хенриета-Мария се завръща в Лондон, където живее като кралица майка в Съмърсет Хаус до 1665 г., след което се завръща окончателно във Франция. Постоянните ѝ финансови проблеми са решени, след като ѝ е отпусната значителна пенсия.
Умира на 10 септември 1669 г. в Шато Коломб и е погребана в кралската крипта на базиликата „Сен Дени“ край Париж.

## Деца
- Чарлз-Джеймс, херцог на Корнуол (1629)
- Чарлз II, крал на Англия (1630 – 1685)
- Мария-Хенриета, принцеса роял (1631 – 1660)
- Джеймс II (1633 – 1701)
- Елизабет (1635 – 1650)
- Анн (1637 – 1640)
- Катрин (1639)
- Хенри, херцог на Глостър (1640 – 1660)
- Хенриета-Анна, херцогиня на Орлен (1644 – 1670)